# 普理赫
普理赫（1942年11月25日—），曾用名普吕厄 ，為前美国驻华大使（1999年－2001年）。担任驻华大使前，普理赫是美国海军上将，美国太平洋司令部司令（1996年-1999年）和海军作战部副主任（1995至1996年）。
普理赫出生於田纳西州纳什维尔，美国海军学院毕业。他还获得了喬治華盛頓大學的外交学学位。他曾经作为A-6入侵者式攻擊機飞行员参加越南战争。后来他在美国海军学院出任第73任學員指挥官。
2001年在中美撞机事件中他递交了最终解决问题的“两个遗憾”信。

## 功勋
普理赫海军上将获得众多奖章，包括美國海軍飛行員徽章、國防部傑出服役勳章、海軍傑出服役勳章、功績勳章（4次）、飛行優異十字勳章（2次）、國防榮譽獎章、榮譽獎章（3次）、3次具V字標誌與銅質攻擊/飛航8次的个人航空獎章、 海军和陆战队嘉奖奖章（3次）及海军和陆战队成就奖章（3次）。
1998年12月他“为促进澳大利亚和美国的国防关系中做出的杰出贡献”而獲授澳大利亞勳章。
1997年他获得美国海军学院杰出毕业生领袖奖，2001年他获得乔治华盛顿大学杰出毕业生奖。

## 离开政府后的生涯
普理赫现任弗吉尼亚一公司的领导。

## 链接
- Joseph W. Prueher profile at Forbes.com （页面存档备份，存于）
- Joseph Prueher profile at CISAC/Stanford

| 军职                       | 军职                             | 军职                     |
| -------------------------- | -------------------------------- | ------------------------ |
| 前任： 小霍華德·W·哈伯邁耶 | 美國海軍學院學員指揮官 第73任    | 繼任： 邁克爾·D·哈斯金斯 |
| 前任： 理查德·C·麥克       | 美國印太司令部司令 1996年–1999年 | 繼任： 丹尼斯·布萊爾     |
| 外交職務                   |                                  |                          |
| 前任： 尚慕杰              | 美国驻华大使 1999年–2001年       | 繼任： 雷德              |